# Propstei Zella (Rhön)
Die Propstei Zella ist ein aus einer Benediktinerinnen-Abtei hervorgegangenes Schloss mit Barockkirche am Ostrand des Ortsteils Zella/Rhön der Gemeinde Dermbach im Wartburgkreis in der thüringischen Rhön. Dieser Ort war zunächst Amtssitz einer fuldischen Propstei, später Krongut und Domäne.

## Lage
Die Propstei Zella befindet sich in exponierter Lage auf einem langgestreckten Hügel, auf dem sich unmittelbar westlich der historische Ortskern von Zella anschließt. Der Schlosshof befindet sich bei 425 m ü. NN – somit noch etwa 50 m über dem nahen Talgrund der Felda. Im Umkreis von nur 1000 m grenzen an die Propstei die Orte Neidhartshausen im Nordosten, Empfertshausen im Süden und Brunnhartshausen im Westen.

## Geschichte

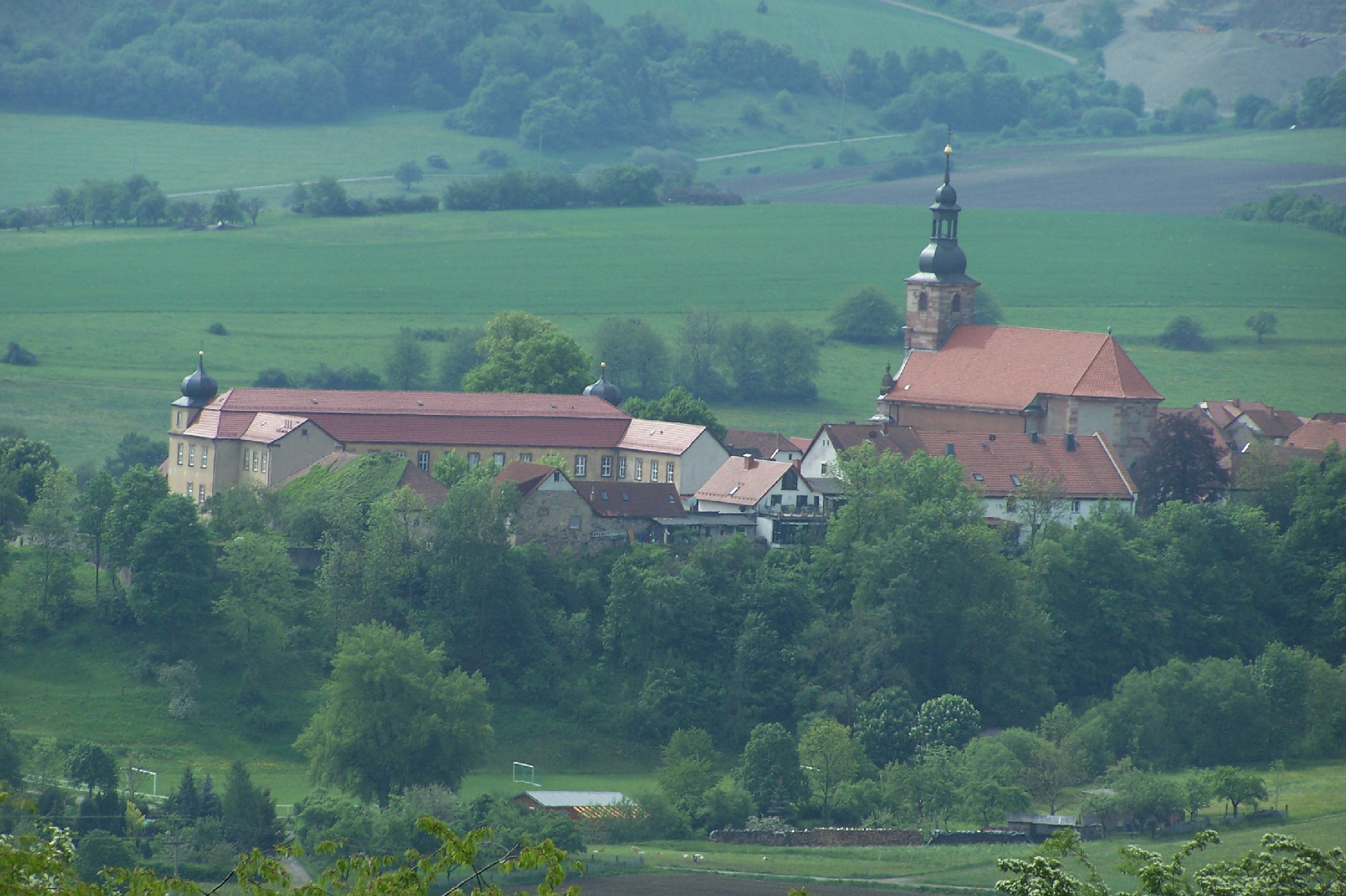
Gesamtansicht von Norden

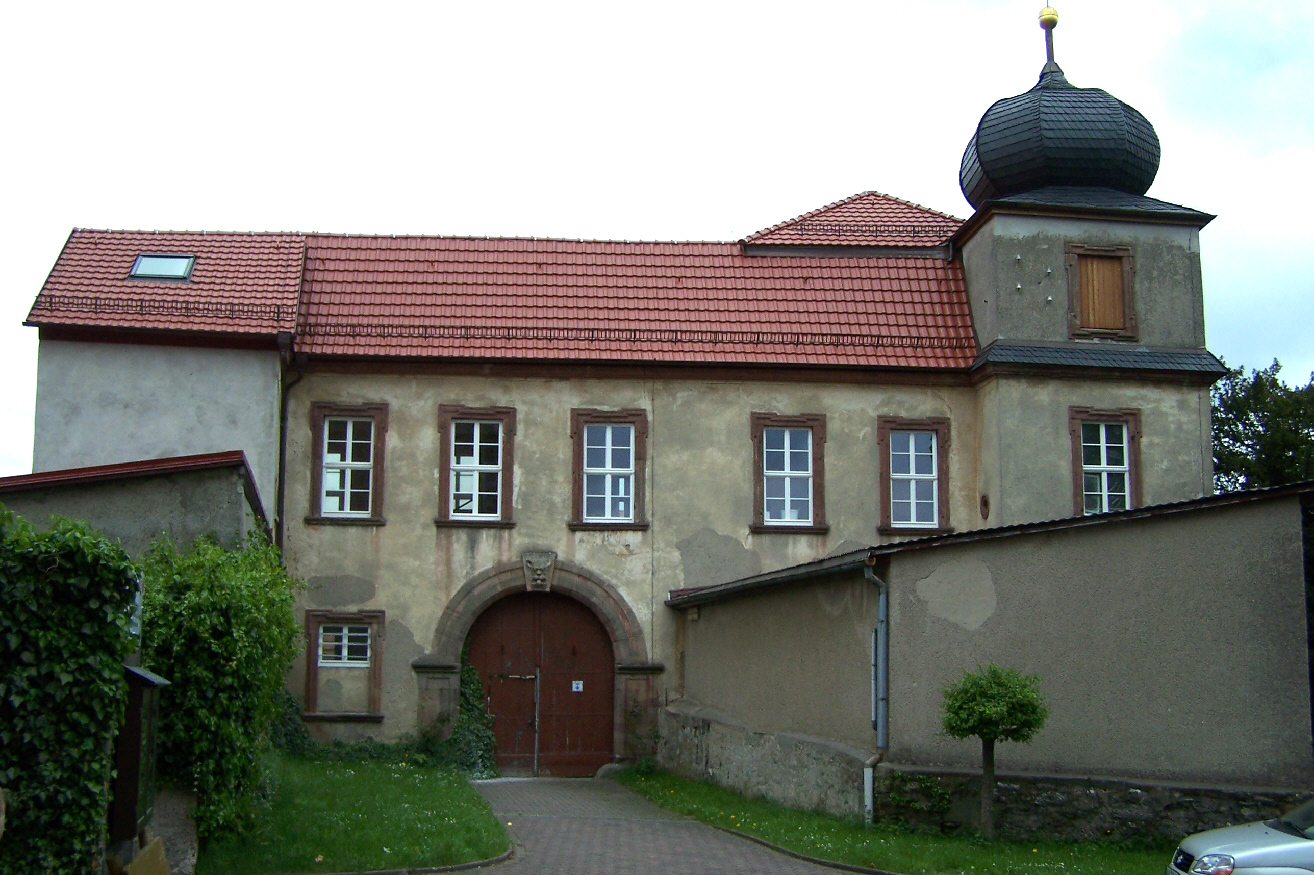
Ansicht von Westen

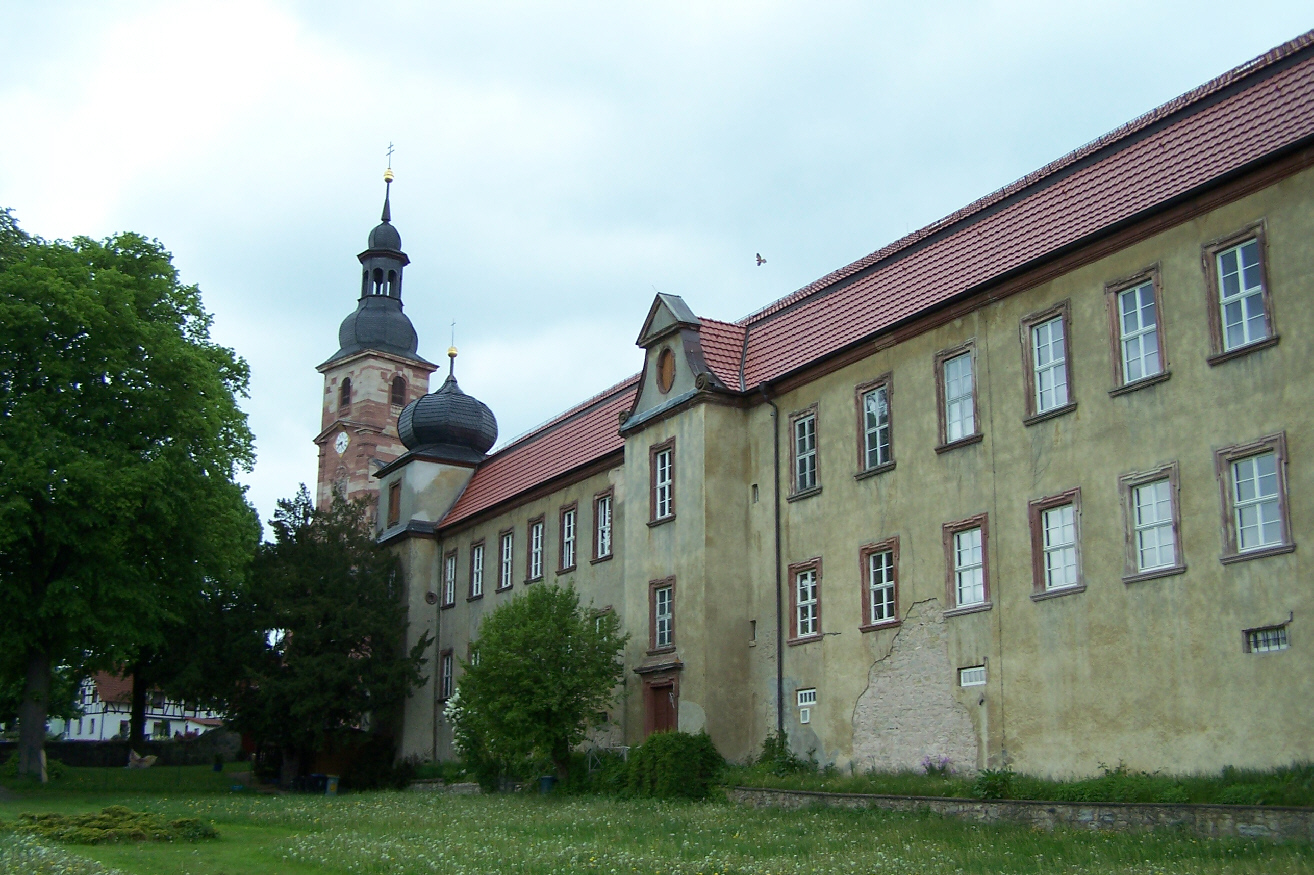
Gesamtansicht von Süden

Das Benediktinernonnenkloster Zella wurde 1136 durch den Grafen Erpho von Neidhartshausen gestiftet. Grundmauern des ursprünglichen Konventsgebäudes konnte man an der Ostfassade des heutigen Schlosses nachweisen.
Die thüringische Rhön gehörte seit Jahrhunderten zu den Besitzungen der Abtei Fulda. Als diese 1220 zur Fürstabtei aufstieg, wurde Kloster Zella Amtssitz unter Leitung eines Propstes.
In den Wirren des Bauernkrieges blieb die Nonnenabtei zwar bestehen, wurde aber noch im 16. Jahrhundert durch die Grafen von Henneberg aufgehoben. Die Propstei und die zugehörige Siedlung blieben jedoch in Fuldaer Besitz.
Die kleine Gemeinde Zella bildete mit einigen Höfen in der Umgebung eine katholische Enklave im Amt Fischberg.
Nach dem Dreißigjährigen Krieg wurde Zella zum Ausgangspunkt einer Gegenreformation für die angrenzenden Orte der Thüringischen Rhön. Sie scheiterte jedoch an den Machtverhältnissen und dem fehlenden Interesse der Reichspolitiker. Die Machtprobe, der sogenannte Dermbacher Krieg, endete mit einem Vergleich. Zumindest durch architektonische Belege ist diese landesgeschichtliche Episode noch präsent. In den elf Pfarreien des benachbarten fuldischen Amtes Geisa wurden im 18. Jahrhundert fünf Kirchen neu errichtet. Propst Adolph von Dalberg ließ zur gleichen Zeit, in den Jahren 1715 bis 1732, die heutige Kirche St. Mariä Himmelfahrt, als ein Meisterwerk der Barockarchitektur erbauen. Sie beeindruckt vor allem durch ihre schwingende Fassade mit vorspringendem Mittelrisalit, der sich im Turm fortsetzt, Heiligenskulpturen und Portalwappen. 1718 folgte der Umbau des benachbarten, bereits stark verwüsteten Klostergebäudes zur heutigen Propstei, einem zweigeschossigen Barockbau. Sowohl Kirche als auch Propsteigebäude wurden vom Architekten Andrea Gallasini entworfen.
Der Hauptflügel hat an der Ostseite 15 Fensterachsen und seitlich zwei vorspringende Türme mit markanten zwiebelförmigen Schweifkuppeln.
An der Hofseite mit 13 Fensterachsen befinden sich in der Mitte das Hauptportal mit dem großen Wappen des Fuldaer Fürstabtes Konstantin von Buttlar (1714–1726), darunter auf dem Scheitelstein das Wappen des Propstes Adolph von Dalberg mit der Inschrift „A*C*V*W*F *V*D*P*Z*Z* 1718“ (Adolph, Kämmerer von Worms, Freiherr von Dalberg, Propst zu Zella 1718). 1726 wurde Dalberg dann selbst zum Fürstabt von Fulda gewählt.
Der Besitz der Propstei bildete das Propsteiamt Zella. Mit der Säkularisation des Fürstentums Fulda wurde die Propstei zur weltlichen Domäne. Das Propsteigebäude bewohnten nun Domänenpächter und der Pfarrer. Der letzte in Zella lebende fuldische Propst war Alexander Zobel von und zu Giebelstadt. Er ging nach Fulda in Rente und starb dort um 1830.
Von 1803 an erhielt das Haus Oranien die Güter von Zella als Entschädigung übereignet. 1806 nahm sie Napoleon in Besitz und trat sie an den Fürstprimas Karl Theodor von Dalberg ab.
Im Jahre 1815 erhielt Preußen das Fürstentum Fulda und überließ noch im Herbst desselben Jahres die Ämter Dermbach und Geisa dem Großherzog von Sachsen-Weimar.
Im 20. Jahrhundert wurde die Propstei mehrfach umgenutzt, hierbei wurden besonders die Nebengebäude heruntergewirtschaftet.
In der seit 2001 sanierten Propstei wurde 2002 eine Dauerausstellung über das Biosphärenreservat Rhön eröffnet; seit 2009 hat hier die Thüringer Verwaltung des Biosphärenreservates ihren Sitz.

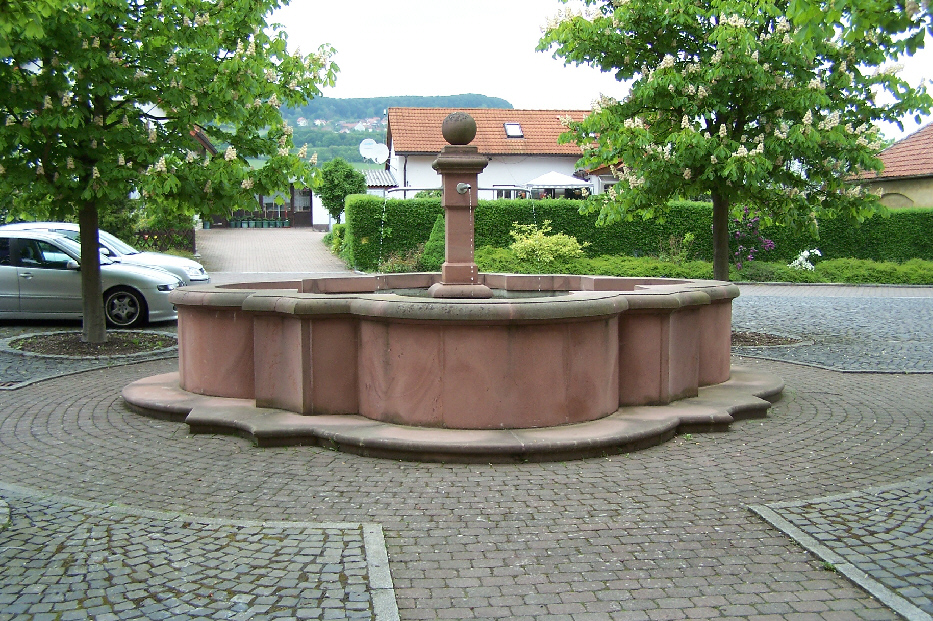
Brunnenanlage im Hof

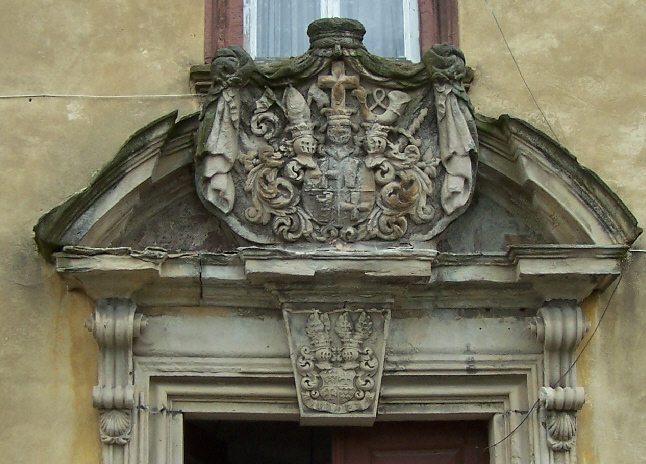
Wappentafel am Portal

## Nutzung
Im Schloss befinden sich die Räume der Tourismus-Information und die Informationsstelle des Biosphärenreservats Rhön sowie ein Heimatmuseum mit Schlossmodell und weiteren Exponaten zur Ortsgeschichte.
Der größte Teil der Propstei wurde bereits saniert und dient nun als Sitz der Thüringer Verwaltungsstelle des Biosphärenreservats Rhön.
Die Verwaltungsstelle hat folgende Aufgaben und Ziele:
- Regionalentwicklung
- Naturschutz und Landschaftspflege
- Öffentlichkeitsarbeit und Forschung
- Landschaftsplanung/Eingriffe
- Geographisches Informationssystem (GIS)/Forschung